# 蔡彤彤
蔡彤彤（1990年2月7日—）是一名中国女子艺术体操运动员，温州人。她在2008年北京夏季奥林匹克运动会中，参加了女子艺术体操比赛并获得全能银牌。